# Marion Lachmann
Marion Lachmann (* 1952) ist eine deutsche Kanusportlerin.
Sie wurde als Marion Grupe geboren. Grupe startete für den SC Magdeburg und erreichte bei der Weltmeisterschaft 1971 im K 4 über 500 Meter Bronze. 1972 nahm sie für die DDR an den Olympischen Sommerspielen in München teil, blieb dort aber ohne Einsatz.
Später startete sie im Drachenboot und holte bei Weltmeisterschaften drei Mal Gold, drei Mal Silber und drei Mal Bronze. Sie gehört dem Wassersportverein Buckau-Fermersleben an.
2006 durfte sich Lachmann in Anerkennung ihres sportlichen Erfolgs als Weltmeisterin im Drachenboot Masterclass Ü 40 in das Goldene Buch der Stadt Magdeburg eintragen.